# Ben Sinclair
Ben Sinclair, né le 16 mai 1984 à New York, est un acteur, réalisateur et producteur américain. Il est connu notamment pour la série High Maintenance, qui débuta en tant que websérie sur Vimeo, puis sur la chaîne HBO.

## Vie personnelle
Il fait ses études à Oberlin College. Il se marie en 2010 avec la co-scénariste de sa série High Maintenance, Katja Blichfeld. Ils divorcent en 2016.

## Filmographie partielle

### Comme acteur

#### Télévision
- 2001 : 30 Rock (saison 5, épisode 20, "100" : Le hipster à Brooklyn
- 2010 : New York, unité spéciale (saison 12, épisode 6) :  Jonas Rothenberg
- 2012-2015 : High Maintenance (Vimeo) : "The Guy"
- 2016-... : High Maintenance (HBO) : "The Guy"
- 2018 : Maniac : Proxy Owen Milgrim
- 2019 : Watchmen : caméo dans l'épisode 3 de la saison 1.

### Comme réalisateur

#### Télévision
- 2012-2015 : High Maintenance : "The Guy"
- 2016-... : High Maintenance (HBO) : "The Guy"